# Platja de Son Serra de Marina
Die Platja de Son Serra de Marina ist ein Sandstrand an der Bucht von Alcúdia der spanischen Baleareninsel Mallorca. Er befindet sich im Norden der Gemeinde Santa Margalida und begrenzt den Ostteil von Son Serra de Marina zum Mittelmeer hin.

## Lage und Beschreibung

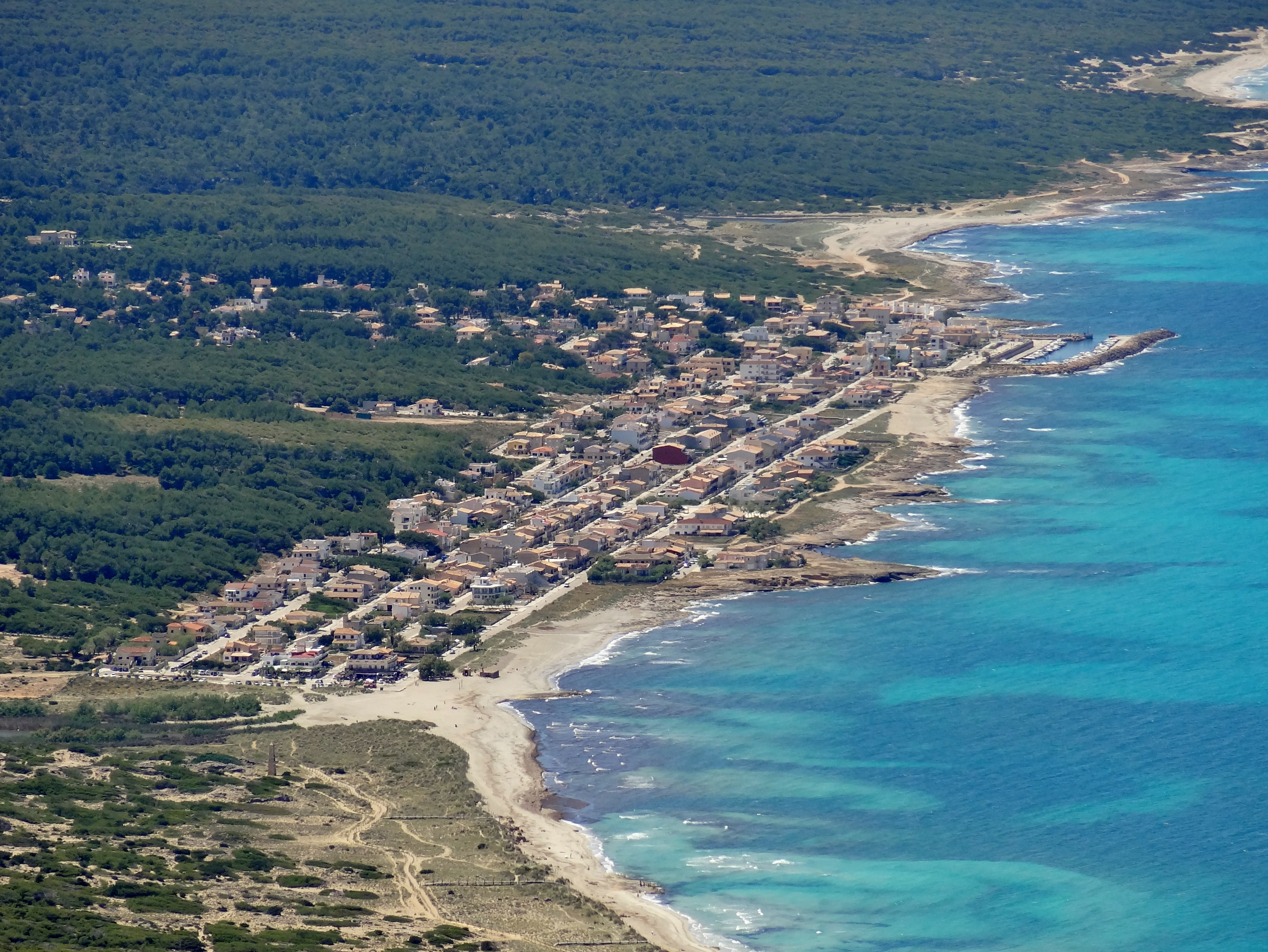
Lage an der Badia d’Alcúdia

Die Platja de Son Serra de Marina begrenzt den Ostteil von Son Serra de Marina zum Meer hin. Sie endet nach Westen an einem felsigen Küstenabschnitt und dem darauffolgenden Yachthafen von Son Serra de Marina. Nach Osten hin schließt der Torrente (Sturzbach) Torrent de na Borges den Strand ab. Weiter nach Westen folgt der Strand S’Arenal de Sa Canova.
Der Strand von Son Serra de Marina besteht aus einem breiten Streifen gröberen, braunen Sandes. An der Grenze zum Wasser wechselt der Untergrund zu einer Mischung aus kleineren Steinchen. Zur Carrer Juan Frontera Riera hin, der Straße direkt hinter dem Strand, wächst Schilf.
Die Wassertiefe ist vor dem Strand gering. Skippern wird empfohlen, das Gebiet zu meiden, da die Gefahr eines Auflaufens hoch ist. Der Torrent de na Borges an der Ostgrenze des Strandes führt in der trockenen Jahreszeit kein Wasser und ermöglicht einen einfachen Zugang zum S'Arenal de Sa Canova.
Am Ufer lagert sich teilweise Seegras ab, was den Zugang zum Wasser erschwert.

## Zugang
Der Strand ist von der Carrer Juan Frontera Riera 1–35 in Son Serra de Marina aus zugänglich. Am östlichen Rand von Son Serra de Marina liegt an der Carrer na Borges ein kostenfreier Parkplatz, von dem aus ein ebenerdiger Zugang zum Strand möglich ist.

## Küstenwanderweg
Von Son Serra de Marina kann auf dem als GR 222 ausgeschilderten Küstenpfad in östlicher Richtung nach Colònia de Sant Pere gewandert werden. Für die knapp sechs Kilometer lange Strecke sind etwa 1½ Stunden einzuplanen.
Westlich von Son Serra de Marina erreicht man auf dem GR 222 nach knapp zwei Gehstunden den Badeort Can Picafort. Auf dem Weg dorthin stehen zwei Peiltürme der spanischen Marine. Auf einem Abstecher kann die etwas landeinwärts gelegene öffentliche Finca Son Real besucht werden.

## Impressionen

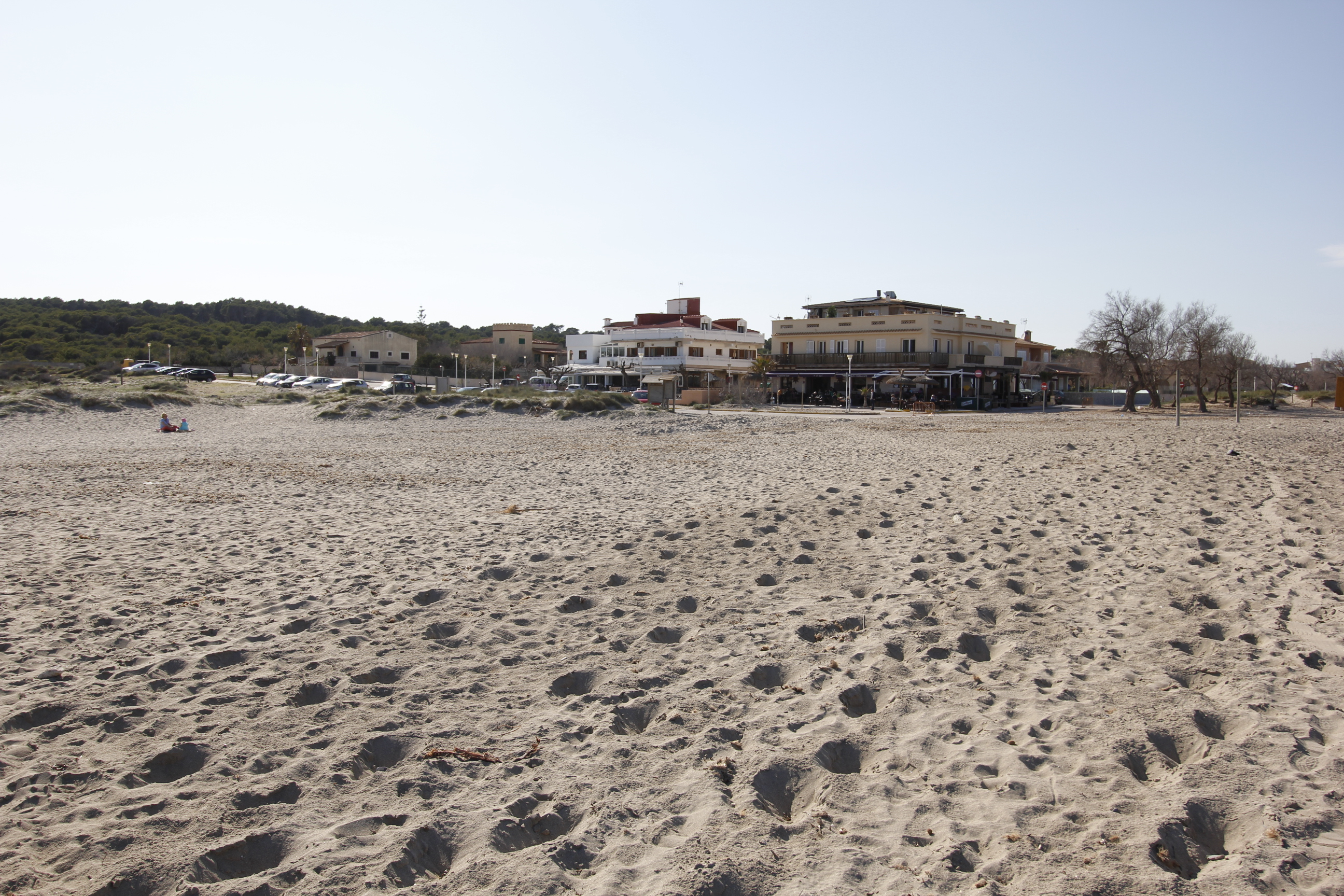
Bar/Café El Sol und Parkplatz
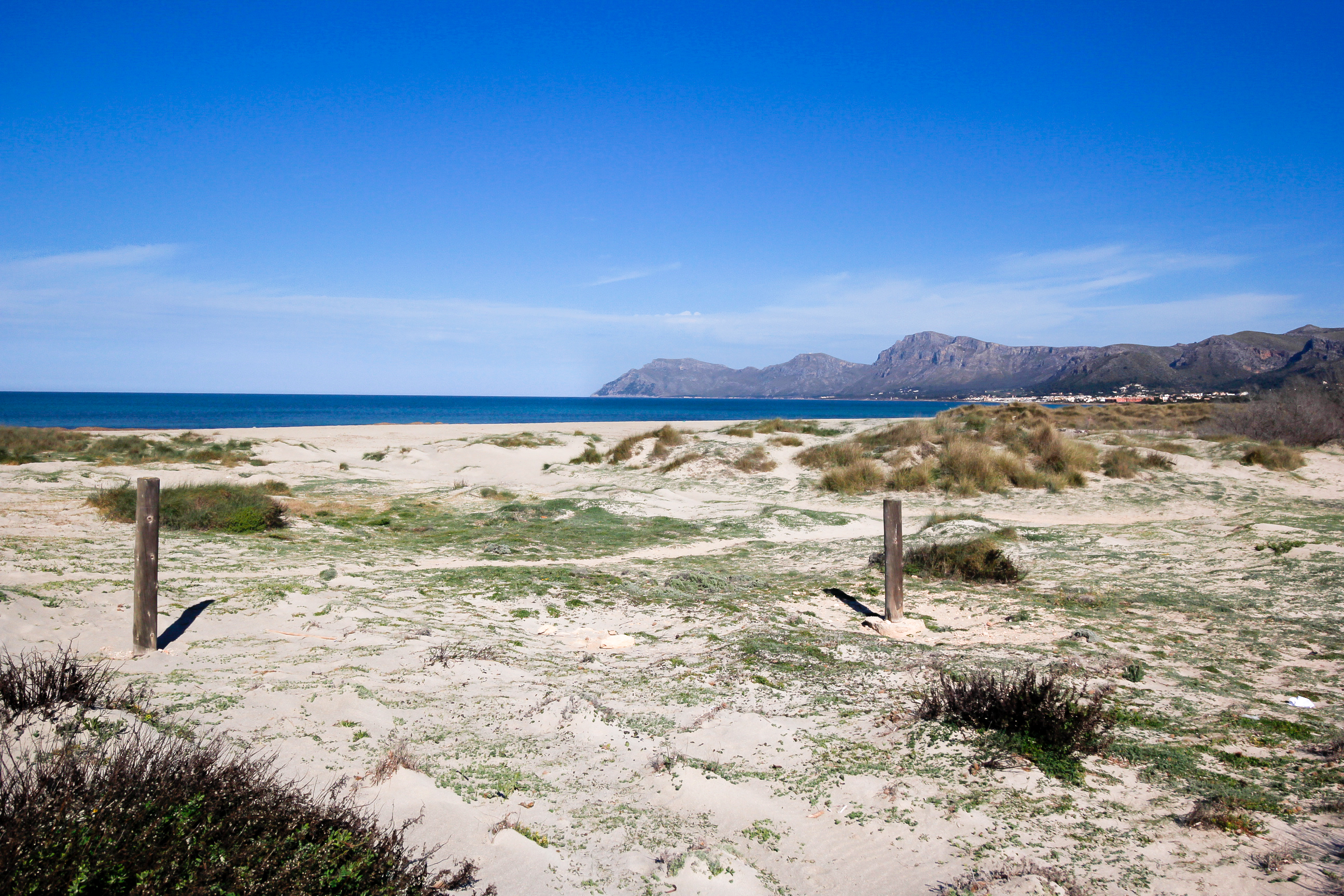
S'Arenal de Sa Canova vom Parkplatz Son Serra de Marina
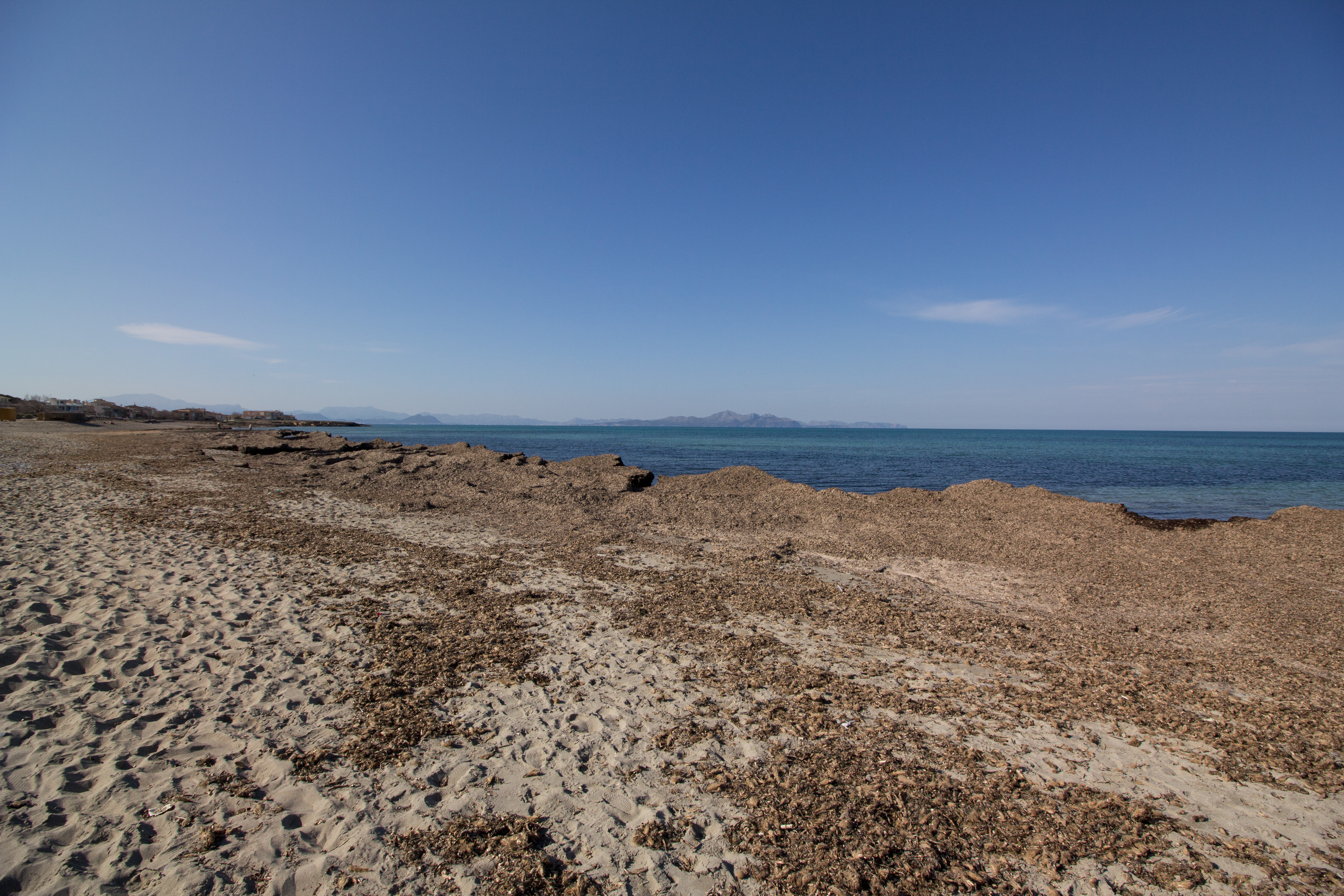
Seegrasablagerungen am Ufer von Son Serra de Marina